# Bleeding Star
Bleeding Star is een studioalbum van de Nieuw-Zeelandse band Jean-Paul Sartre Experience uit 1993.

## Tracklist
1. "Intro"
2. "Intro You"
3. "Ray of Shine"
4. "I Believe in You"
5. "Spaceman"
6. "Still Can't Be Seen"
7. "Bleeding Star"
8. "Breathe"
9. "Modus Vivendi"
10. "Block"
11. "Angel"